# Велкенрат
Велкенрат ([vəlkənʀat], на френски: Welkenraedt) е селище в Югоизточна Белгия, окръг Вервие на провинция Лиеж. Населението му е около 9200 души (2006).